# Pamići
 Pamići  (olaszul: Pamici di Gimino) falu Horvátországban, Isztria megyében. Közigazgatásilag Žminjhez tartozik.

## Fekvése
Az Isztria középső részén, Pazintól 14 km-re délre, községközpontjától 4 km-re északnyugatra fekszik.

## Története
1880-ban 108, 1910-ben 94 lakosa volt. Az első világháború után a rapallói szerződés értelmében Isztria az Olasz Királysághoz került. Az 1943-as olasz kapituláció után szabadult meg az olasz uralomtól. A második világháború után Jugoszlávia, majd Jugoszlávia felbomlása után 1991-ben a független Horvátország része lett. Žminj község 1993-ban alakult meg. 2011-ben a falunak 112  lakosa volt. Lakói mezőgazdasággal és kisállat tenyésztéssel foglalkoznak.

## Nevezetességei
- A Szűzanya a Családok Királynője tiszteletére szentelt temploma 1997-ben épült, az Isztria egyik legújabb temploma. Berendezésének jellegzetessége a főoltáron álló nagyméretű bronz Szűzanya szobor. Harangtornya 18 méter magas, két harang található benne.
- Szent Leopold Mandić tiszteletére szentelt kis kápolnája. Védőszentje horvát kapucinus szerzetes és pap volt akit 1983. október 16-án avatott szentté II. János Pál pápa. Ünnepnapja május 12-én van.

## Lakosság
| Lakosság változása | Lakosság változása | Lakosság változása | Lakosság változása | Lakosság változása | Lakosság változása | Lakosság változása | Lakosság változása | Lakosság változása | Lakosság változása | Lakosság változása | Lakosság változása | Lakosság változása | Lakosság változása | Lakosság változása | Lakosság változása |
| ------------------ | ------------------ | ------------------ | ------------------ | ------------------ | ------------------ | ------------------ | ------------------ | ------------------ | ------------------ | ------------------ | ------------------ | ------------------ | ------------------ | ------------------ | ------------------ |
| 1857               | 1869               | 1880               | 1890               | 1900               | 1910               | 1921               | 1931               | 1948               | 1953               | 1961               | 1971               | 1981               | 1991               | 2001               | 2011               |
| 0                  | 0                  | 108                | 84                 | 95                 | 94                 | 0                  | 0                  | 131                | 122                | 120                | 120                | 107                | 103                | 102                | 112                |